# Powiat Tét
Powiat Tét (węg. Téti járás) – jeden z siedmiu powiatów komitatu Győr-Moson-Sopron na Węgrzech. Siedzibą władz jest miasto Tét.

## Miejscowości powiatu Tét
- Árpás
- Bodonhely
- Csikvánd
- Felpéc
- Gyarmat
- Gyömöre
- Győrszemere
- Kajárpéc
- Kisbabot
- Mérges
- Mórichida
- Rábacsécsény
- Rábaszentmihály
- Rábaszentmiklós
- Sobor
- Sokorópátka
- Szerecseny
- Tényő
- Tét